# Octave (bande dessinée)
Pour les articles homonymes, voir Octave.
Octave est une série de bande dessinée française pour la jeunesse écrite par David Chauvel et dessinée par Alfred, qui la colorie avec l'aide de Walter. Ses quatre volumes ont été publiés de 2003 à 2006 par Delcourt.

## Synopsis
Cette série suit le petit Octave dans diverses aventures animalières. Ĺe jeune garçon  boudeur vit seul avec sa mère dans une maison isolée d"une côte battue par l'océan et "il n'aime pas la mer" . D'albums en albums Octave s'en fait le défenseur, conquis par des créatures marines en détresse qui lui manifestent une amitié indéfectible quoique parfois encombrante, l'entrainant avec ses camarades dans des aventures salées qui les font arriver en retard à l'école.
La série marque les débuts dans la bande dessinée jeunesse de Chauvel, jusque là surtout connu pour ses polars et sa série Arthur. Il associe des « histoires (...) adorables, pleines de bons sentiments » à l'évocation de problèmes contemporains, comme le dérèglement climatique, la surpeche industrielle.

## Albums
- Delcourt, coll. « Jeunesse » :
  1. Octave et le Cachalot, 2003  (ISBN 2840559374)[3].
  2. Octave et la Daurade royale, 2004  (ISBN 2847893334).
  3. Octave et le Manchot papou, 2005  (ISBN 2847899227).
  4. Octave et le Fou de Bassan, 2006  (ISBN 2756002291).

## Distinction
- 2003 : Prix de la Jeunesse du festival de Sierre pour Octave et le Cachalot[2].